# Отчаянные герои
«Отчаянные герои» (англ. Total Drama) — канадский мультсериал, созданный Дженнифер Перч и Томом Макгиллисом, впервые показанный 8 июля 2007 года. Мультсериал представляет собой одновременно и дань уважения, и сатиру на общепринятые условности конкурсных реалити-шоу.
Состоит из шести сезонов (Остров отчаянных героев, Шоу отчаянных героев, Отчаянные герои: Мировое турне, Отчаянные герои: Месть острова и сезон, состоящий из двух частей — Отчаянные герои: Все звёзды/Отчаянные герои: Остров Пакиту, Остров отчаянных героев (2023)).
Мультсериал стал культовым и породил франшизу: в 2015 году вышел спин-офф под названием «Отчаянные герои: Сумасбродная гонка», а в 2018 году вышел второй спин-офф — «Отчаянные герои: Полная драмарама».
17 февраля 2021 года было объявлено, что мультсериал вернётся ещё на два сезона и выйдет в эфир на стриминговом сервисе HBO Max и на Cartoon Network.

## Описание
Каждый сезон вращается вокруг группы подростков, соревнующихся в вымышленном соревновании, в котором участники соревнуются в испытаниях за награды и неприкосновенность. По мере того, как участники развивают отношения друг с другом, они постепенно выбывают из игры, пока не останется только один, который получит главный приз.

## Серии
| Сезон                                                      | Серии | Серии | Даты показа     | Даты показа     |
| Сезон                                                      | Серии | Серии | Первая серия    | Последняя серия |
| ---------------------------------------------------------- | ----- | ----- | --------------- | --------------- |
| Остров отчаянных героев                                    | 26    | 26    | 8 июля 2007     | 29 ноября 2008  |
| Шоу отчаянных героев                                       | 26    | 26    | 11 января 2009  | 10 июня 2010    |
| Отчаянные герои: Мировое турне                             | 26    | 26    | 10 июня 2010    | 24 апреля 2011  |
| Отчаянные герои: Месть острова                             | 13    | 13    | 5 января 2012   | 12 апреля 2012  |
| Отчаянные герои: Все звёзды Отчаянные герои: Остров Пакиту | 26    | 13    | 9 января 2014   | 27 марта 2014   |
| Отчаянные герои: Все звёзды Отчаянные герои: Остров Пакиту | 26    | 13    | 4 сентября 2014 | 20 ноября 2014  |

## Отзывы
Первый сезон получил в целом положительные отзывы. Сайт Common Sense Media поставил шоу 4 звезды из 5, назвав его «остроумной мультяшной пародией на реалити-шоу». На сайте-агрегаторе Metacritic второй сезон имел рейтинг 8.9, четвёртый — 6.7, а пятый — 5.4.